# Molgula occidentalis
Molgula occidentalis is een zakpijpensoort uit de familie van de Molgulidae. De wetenschappelijke naam van de soort is voor het eerst geldig gepubliceerd in 1883 door Traustedt.